# Habrotrocha baradlana
Habrotrocha baradlana is een raderdiertjessoort uit de familie Habrotrochidae. De wetenschappelijke naam van deze soort is voor het eerst geldig gepubliceerd in 1963 door Varga.